# Kościół św. Augustyna w Valletcie
Kościół św. Augustyna (malt. Il-Knisja ta' Santu Wistin, ang. The Parish church of Saint Augustine) – barokowy kościół położony w Valletcie, stolicy Malty, zbudowany przez joannitów według projektu Girolamo Cassara. 
Budowę kościoła rozpoczęto w 1571 roku, z niewielkimi przerwami trwała do 1596. Obiekt został poważnie uszkodzony czasie dużego trzęsienia ziemi, które nawiedziło Maltę w 1693. Obecny kościół został zbudowany w latach 1765–1785. Zaprojektował go i nadzorował prace nad nim, aż do swojej śmierci w 1779 roku, architekt zakonu Giuseppe Bonnici. Po śmierci Bonniciego jego obowiązki przejął Antonio Cachia, który dokonał wielu zmian i przebudów względem pierwotnego planu. Początkowo kościół nie posiadał dzwonnic. Zostały dobudowane odpowiednio w 1844 oraz 1912 roku. W czasie nalotu niemieckiego 20 maja 1942 roku południowy narożnik kościoła został uszkodzony, prace renowacyjne zostały przeprowadzone przez Josepha Sammuta po zakończeniu wojny.
1 lipca 1906 roku biskup Giovanni Maria Camilleri dokonał konsekracji kościoła, a od 11 stycznia 1968 roku dekretem arcybiskupa Mikiela Gonzi kościół stał się kościołem parafialnym nowo powołanej trzeciej parafii Vallety.
W kościele znajduje się wiele zabytków pochodzących z pierwszego kościoła zbudowanego przez Cassara m.in. obraz przedstawiający Mikołaja z Tolentino autorstwa Mattia Pretiego.
Obiekt jest wpisany na listę National Inventory of the Cultural Property of the Maltese Islands pod numerem 00562.